# Maze Runner: The Death Cure
Maze Runner: The Death Cure är en dystopisk science fiction-actionfilm från 2018, baserad på boken I dödens stad av James Dashner. Filmen är regisserad av Wes Ball, med manus skrivet av T.S. Nowlin. Det är uppföljaren till Maze Runner: The Scorch Trials, och den tredje och sista filmen i The Maze Runner-serien.
Filmen hade biopremiär i Sverige den 26 januari 2018, utgiven av 20th Century Fox.

## Rollista (i urval)
- Dylan O'Brien – Thomas
- Kaya Scodelario – Teresa
- Thomas Brodie-Sangster – Newt
- Dexter Darden – Frypan
- Nathalie Emmanuel – Harriet
- Giancarlo Esposito – Jorge
- Aidan Gillen – Janson
- Walton Goggins – Lawrence
- Ki Hong Lee – Minho
- Jacob Lofland – Aris
- Katherine McNamara – Sonya
- Barry Pepper – Vince
- Will Poulter – Gally
- Rosa Salazar – Brenda
- Patricia Clarkson – Ava Paige

## Släpp
Filmen var planerad att ha biopremiär den 17 februari 2017, men blev ett år försenad då Dylan O'Brien råkade ut för en olycka under inspelningen.